# アダム・カーソン
アダム・カーソン（Adam Alexander Carson、1975年2月5日 - ）は、アメリカ合衆国のドラマー。AFIのメンバーである。

## 略歴
カーソンは早くも3歳の時音楽に興味を持ち、45インチのレコードを集めていた。また、キッチンから鍋やフライパンをドラッグしてドラムに組み立てることもあった。8歳か9歳の頃にドラマーになりたいと思った。
1991年11月、高校生の頃にデイビー・ハボック、マークス・トップホール、ヴィック・チャルカーと一緒にAFIを結成。
1993年、メンバーと離れ、カーソンはカリフォルニア大学サンタクルーズ校に入学した。同年12月にはメンバーと再会し、カリフォルニア州ペタルマのフェニックスシアターでライブを行った。
2013年8月3日、モデルのEirinie Hamilと結婚した。2017年4月22日に娘であるルカ・リリー・カーソンが誕生した。

## 使用機材
ドラムスとハードウェア
- ドラム・ワークショップ製

トムス (depth x width)
- 18" x 24" bass drum
- 9" x 12" rack tom
- 14" x 16" floor tom
- 16" x 18" floor tom

'スネア (depth x width)=
- 6.5″ x 14″ Pork Pie (Brass)
- 5.5″ x 14″ Ayotte "Keplinger" (Steel)
- 5.5″ x 14″ Ludwig "Black Beauty" (Brass)
- 6.5″ x 14″ Legend (Maple)

スティック
- Vater "Power" 5B (primarily)

シンバル
- 22″ Zildjian A Custom Ping Ride
- 22″ Zildjian Z Custom Power Ride
- 22″ Zildjian A Ride
- 14″ Zildjian Rock Hi-Hats
- 15″ Zildjian K Bottom
- 15″ Zildjian Quickbeat Bottom Hi-Hat Combo

ドラムヘッド
- Remo coated Emperors (toms and snares)
- Remo Powerstroke III (bass drum)